# Taltybios

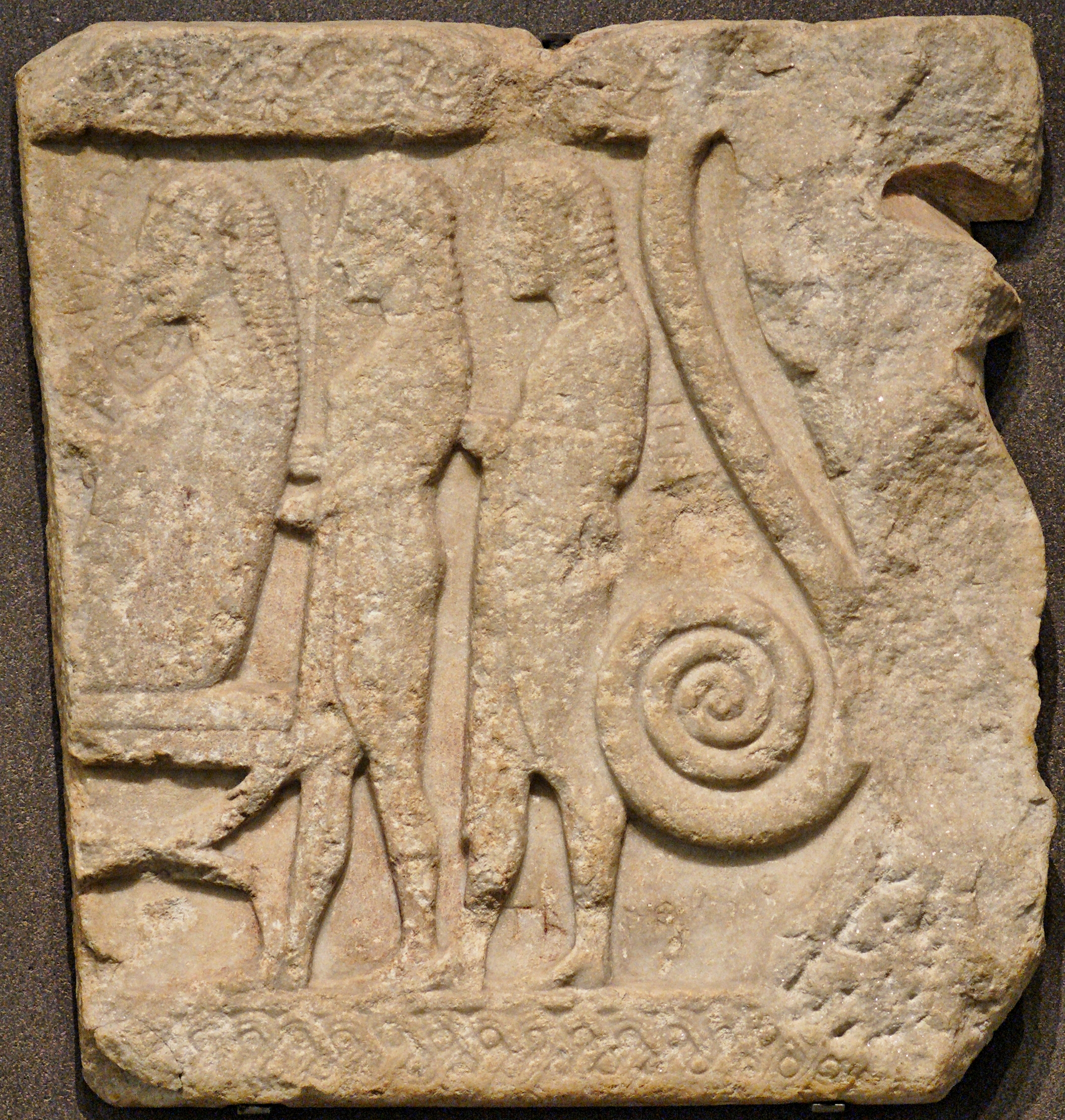
Agamemnon, Taltybios i Eurybates, relief z VI wieku p.n.e. ze zbiorów Luwru

Taltybios (gr. Ταλθύβιος) – postać z mitologii greckiej, herold Agamemnona podczas wojny trojańskiej.
Miał towarzysza imieniem Eurybates, w późniejszych przekazach schodzącego na dalszy plan. Wzmiankowany jest kilkukrotnie w Iliadzie. To właśnie on miał odebrać Achillesowi Bryzejdę i posłować do Machaona oraz Kinyrasa. Miał też towarzyszyć Ifigenii w drodze do Aulidy, gdzie została złożona w ofierze. Eurypides uczynił Taltybiosa bohaterem swojej tragedii Trojanki.
Czczony był jako opiekun posłów i gwarant prawa zapewniającego im nietykalność. Swój ród od niego wywodził spartański ród Taltybiadów, którego członkowie pełnili urząd heroldów. W Sparcie znajdował się wzmiankowany przez Pauzaniasza grób Taltybiosa, przy którym istniało sanktuarium.